# Alexis Ndouna
 (août 2020).
 (août 2020).
Alexis Ndouna, né le 20 septembre 1972 et mort le 21 avril 2020 à la suite d'une maladie, est un homme d’affaires et politicien proche du Parti démocratique gabonais, connu pour de multiples accusations de détournement de fonds ainsi que pour des scandales sexuels qui lui ont valu le surnom de « Prédateur sexuel », et qui lui ont aussi valu plusieurs recherches et interpellations dont la dernière émise par Interpol concerne l'affaire du viol sur une mineure nommée Wally,,.

## Scandales politique, financier et sexuel
En 2020, il est lié au scandale sexuel portant sur la petite Wally et est arrêté par Interpol,,. Il décède quelques mois plus tard à la suite d'une maladie.